# 가로정맥굴
가로정맥굴(transverse sinus), 또는 횡정맥동은 머리 뒤쪽에서 혈액이 배출되도록 하는 뇌 아래의 두 정맥굴이다. 가로정맥굴은 뒤통수뼈의 속면을 따라 가로정맥굴고랑에서 가쪽으로 주행한다. 이후 정맥굴합류(속뒤통수뼈융기에 의해)에서 구불정맥굴로 흘러 들어가 궁극적으로는 속목정맥으로 연결된다.

## 구조
가로정맥굴은 크기가 크며 속뒤통수뼈융기에서 시작된다. 일반적으로 오른쪽 가로정맥굴은 위시상정맥굴이 직접 연속되어 형성되고 왼쪽 가로정맥굴은 곧은정맥굴의 연속이다.
각 가로정맥굴은 앞가쪽으로 주행하여 위쪽으로 약간 볼록한 곡선을 그리고, 관자뼈 바위부분의 바닥까지 이동하며 이 부분에서 소뇌천막의 가장자리에 있다. 그런 다음 소뇌천막을 떠나 목정맥구멍에 도달하기 위해 아래안쪽으로 구부러진다. 목정맥구멍에 도달하면 구불정맥굴이 되며 구불정맥굴은 최종적으로 속목정맥이 된다.
그 과정에서 뒤통수뼈의 비늘부분, 마루뼈의 꼭지각, 관자뼈의 꼭지부분, 그리고 끝나기 직전에는 뒤통수뼈의 목정맥구멍돌기를 지난다. 관자뼈 꼭지부분의 고랑을 차지하는 부분은 때때로 구불정맥굴이라고 한다.
가로정맥굴은 종종 양쪽의 크기가 같지 않으며 위시상정맥굴에서 형성된 가로정맥굴이 더 크기가 크다. 뒤에서 중앙으로 주행하면서 크기가 커진다.
횡단면에서 수평 부분은 각기둥 모양이며 곡선 부분은 반원통 모양이다.
관자뼈 바위부분에 있는 위바위정맥굴에서 혈액을 받는다. 위바위정맥굴은 관자뼈 꼭지부분과 관절융기관의 이끌정맥을 통해 머리뼈바깥막의 정맥과 교통한다. 이 정맥들은 아래대뇌정맥, 아래소뇌정맥의 일부와 판사이층의 일부 정맥을 받는다.
바위비늘정맥굴이 존재하는 경우 관자뼈 비늘부분과 바위부분이 만나는 선을 따라 뒤쪽으로 흐르고 가로정맥굴로 합류한다.

## 추가 이미지

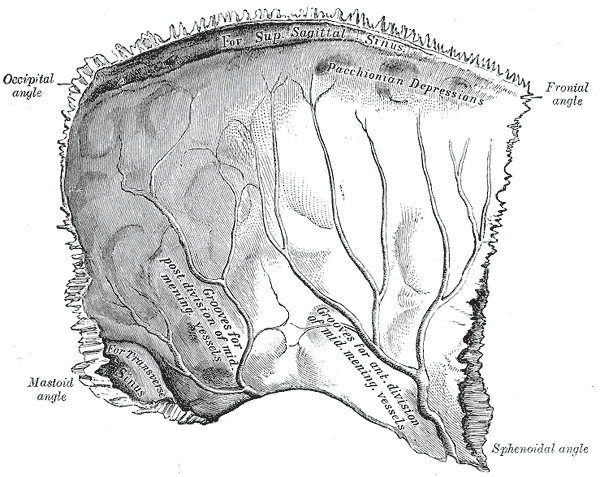
왼쪽 마루뼈 속면.
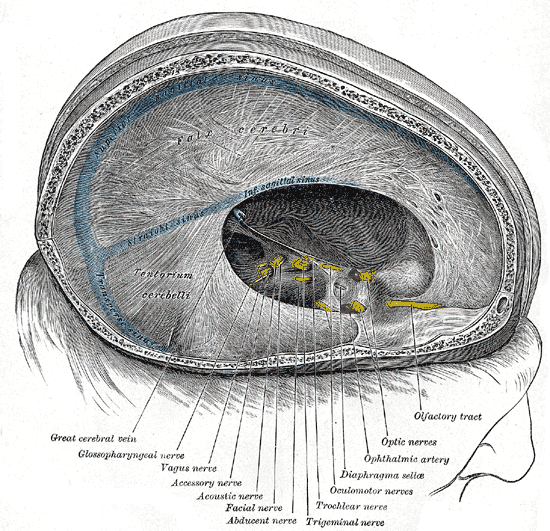
머리뼈의 오른쪽 절반과 뇌를 제거하여 경막과 정맥굴을 드러낸 그림.
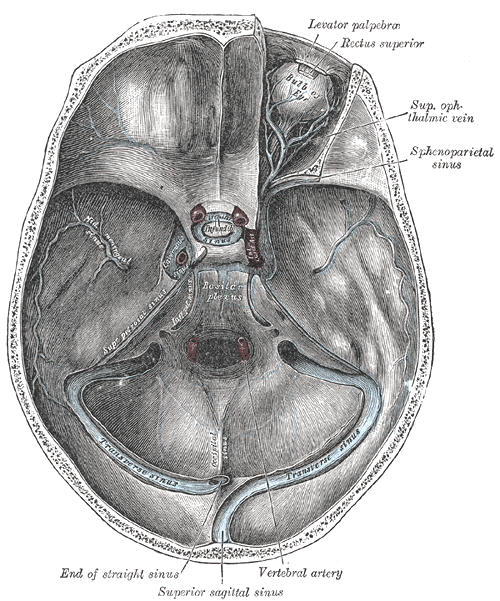
머리뼈바닥의 정맥굴.
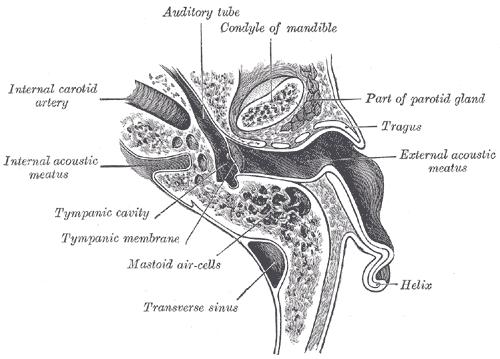
왼쪽 귀의 위쪽 수평 단면.
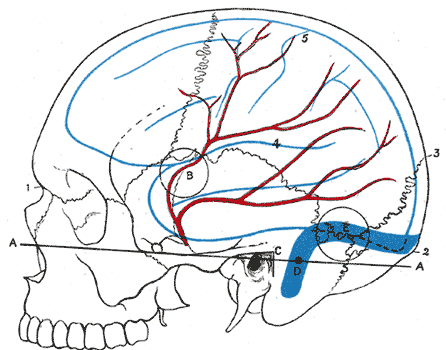
표면에서 본 뇌와 중간뇌막동맥, 정맥굴의 위치 관계.
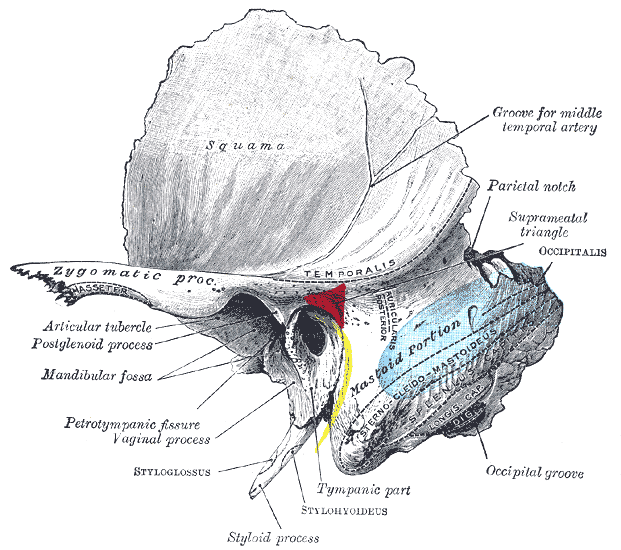
왼쪽 관자뼈 표면에 표시된 고실굴(빨간색), 가로정맥굴(파란색), 얼굴신경(노란색).
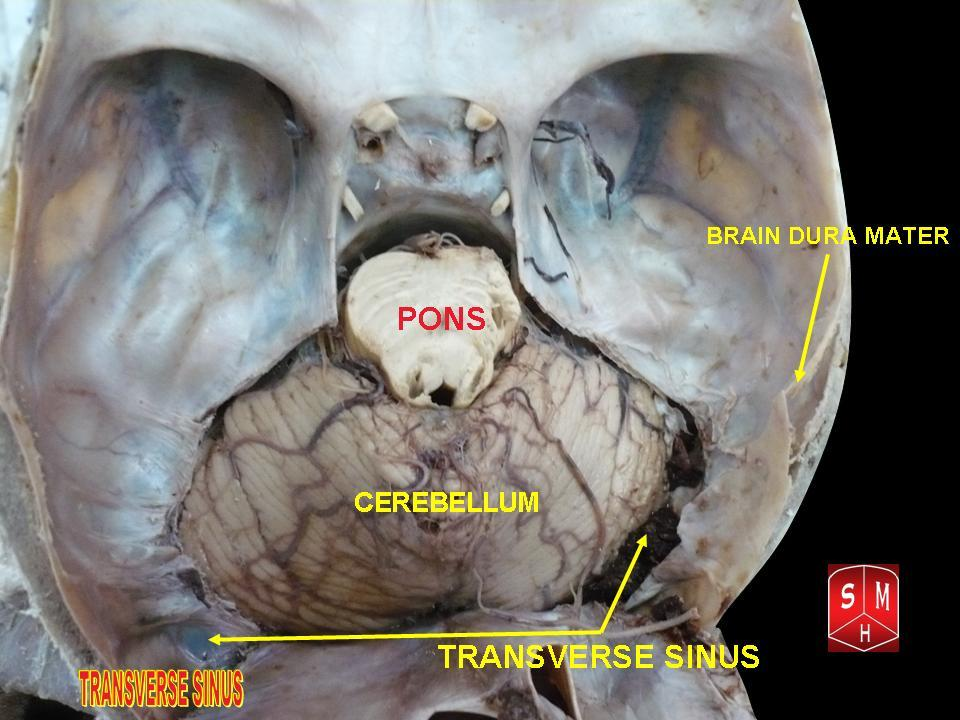
가로정맥굴.
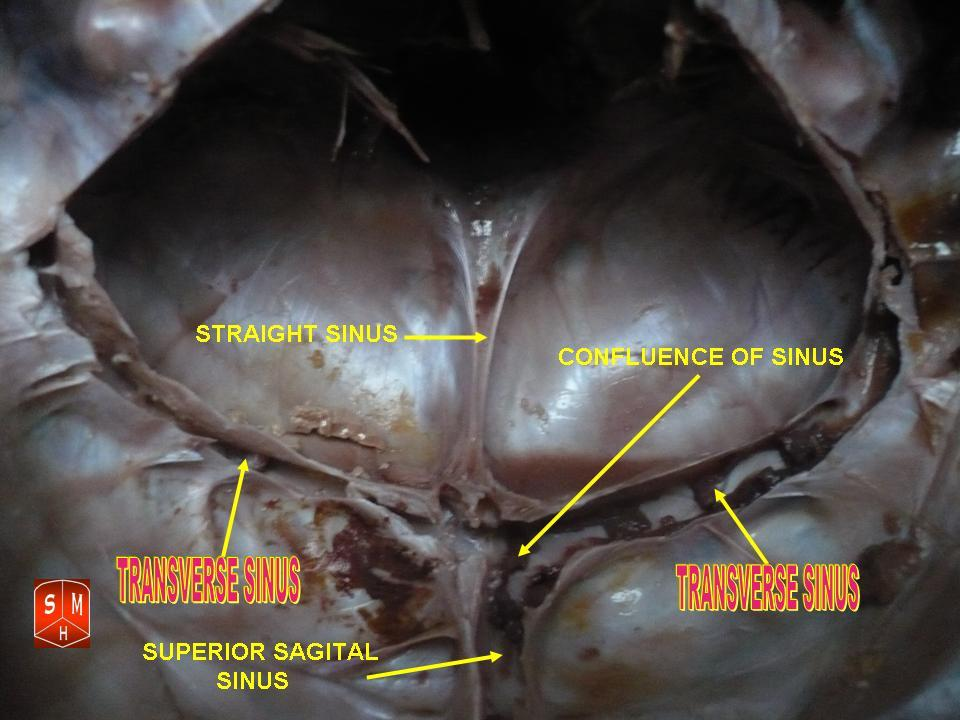
가로정맥굴.

## 같이 보기
- 정맥굴

## 참고 문헌
- 이 문서는 현재 퍼블릭 도메인에 속하는 그레이 해부학 제20판(1918) page 657의 내용을 기초로 작성된 글이 포함되어 있습니다.